# Le Serment de Léon III
Le Serment de Léon III  est une fresque (environ 500 × 770 cm) de Raphaël et ses aides, datable de 1516-1517,  située dans la Chambre de L'Incendie de Borgo, l'une des quatre Chambres de Raphaël au Vatican.

## Histoire
Raphaël commence à travailler sur la troisième Chambre peu de temps après l'élection du pape Léon X. Le pontife, peut-être inspiré par la scène de La Rencontre entre Léon Ier le Grand et Attila dans la Chambre d'Héliodore, dans laquelle il a inséré son propre portrait à la place de celui de Jules II, choisit comme thème de la décoration, la célébration des papes portant son nom, Léon III et IV, dont les récits, tirés du Liber Pontificalis, font allusion au pontife actuel, à ses initiatives et à son rôle.
La première fresque terminée est celle de L'Incendie de Borgo, qui a ensuite donné son nom à la pièce. Les interventions dédicacées du maître y sont toujours cohérentes, tandis que dans les épisodes suivants, les nouveaux engagements pris par Raphaël envers le pape (à la basilique Saint-Pierre et pour les tapisseries de la chapelle Sixtine) rendent nécessaire une intervention des aides de plus en plus visible, parmi lesquels se distinguent Jules Romain, Giovan Francesco Penni et Giovanni da Udine.
Le Serment de Léon III est un ouvrage faible, faisant principalement référence à Penni, Giovanni da Udine ou Raffaellino del Colle. Dans l'architrave de la fenêtre, deux faux tableaux portent des inscriptions qui rappellent les dates de réalisation de la fresque ou de la salle : « LEO.X.PONT.MAX.AN.CHRISTI.MCCCCCXVII.PONTIFICAT.SVI.AN.IIII. ».

## Description et style

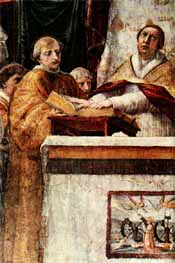
Détail.

La fresque rappelle le serment fait dans l'antique basilique vaticane le 23 décembre 800, par  Léon III pour se purifier, « non forcé et jugé par personne », des fausses accusations des neveux d'Adrien Ier, l'avant-veille du couronnement de Charlemagne. Comme dans les autres fresques de la salle, le pape a les traits de Léon X. L'empereur (la personne à la chaîne en or) et tout le clergé de la basilique assistent à la scène.
Les mots reproduits sur le cartellino en-dessous, « Dei non hominum est episcopos iudicare », c'est-à-dire « C'est à Dieu, et non aux hommes de juger les évêques », sont une allusion évidente à la confirmation donnée en 1516 par le cinquième concile du Latran, par la bulle Unam sanctam de Boniface VIII, que la responsabilité du pape ne peut être jugée que par Dieu.
La composition fait référence à celle de La Messe de Bolsena, avec l'autel au centre en position élevée, entouré d'un hémicycle de figures, et avec quelques marches menant aux deux ailes inférieures sur les côtés de la fenêtre, où il y a des groupes de soldats et de gardes suisses. La broderie sur l'antependium montre des martyrs sauvés par les anges de la torture de la roue dentée.